# Madagascar
Madagascar és un estat i una illa de l'oceà Índic davant la costa sud-oriental d'Àfrica a l'altura de Moçambic. Està separada del continent pel canal de Moçambic. La capital n'és Antananarivo.
Madagascar és l'illa més gran de l'Àfrica i la quarta més gran del món, i a causa del seu aïllament del continent, hi habiten moltes espècies animals úniques. Es calcula que hi habiten el 5% de les plantes i animals del planeta, dels quals el 80% són endemismes de Madagascar, on es troben l'infraordre dels primats dels lèmurs, els felins fossa, tres famílies d'ocells úniques al món i sis espècies d'arbres baobab.

## Etimologia
Madagascar era el nom que els portuguesos donaven a l'illa (1502) i deriva del llatí medieval: era el nom d'una illa imaginària en aquesta regió amb la qual, cap a l'any 1500, es va identificar l'actual Madagascar. Al seu torn, aquest nom llatí derivava de Madeigascar (també Madagoshu, Madagascar), que era el nom d'una illa reialme africana esmentada per Marco Polo en el seu llibre Il milione (1298).
Respecte al nom «malgaix» dels seus habitants, prové del francès, que el van prendre de Malagasy, que era el nom que es donaven els habitants originaris de l'illa.

## Història
El primer assentament humà data probablement del segle iv; tot i això, no hi ha proves que hi hagués presència humana abans de la nostra era. Els avantpassats dels actuals malgaixos van arribar des d'Indonèsia, i per això els habitants de l'illa conserven trets asiàtics, costums típics del sud-est d'Àsia i una llengua de la branca malaisiopolinesi. Amb ells també van arribar-hi els seus animals, entre els quals destaca el zebú, i poc després de la seva arribada es van extingir diversos animals endèmics de l'illa, com el lèmur gegant, el porc formiguer de Madagascar i un hipopòtam pigmeu similar al que es troba actualment a l'Àfrica Occidental.
Posteriorment, hi va haver migracions bantus des del continent que es van integrar en la població local, sobretot a la part est de l'illa. A començament de l'edat mitjana hi van arribar els primers comerciants perses i cap a l'any 1000, els àrabs. Un dels resultats de la seva estada és el fet que a la part nord de l'illa es practica actualment l'islam.
Durant els dos segles següents, Portugal, Espanya, el Regne Unit i França van provar d'instal·lar-se a la costa, però foren expulsats per la resistència dels nadius, que a la fi del segle xvii s'havien unificat sota el Regne d'Imerina, amb el centre a l'altiplà.

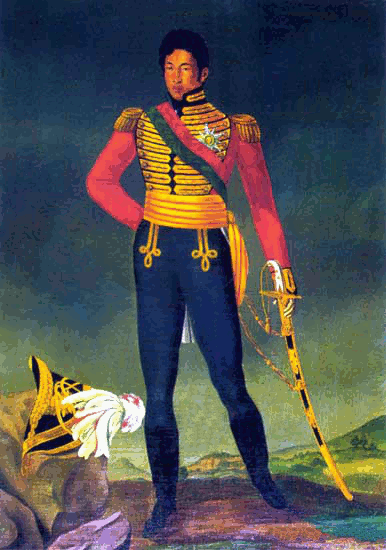
El rei Radama I de Madagascar

Tanmateix, la població nadiua va patir, com molts pobles africans, el comerç d'esclaus. Així, a tall d'exemple, esclaus malgaixos van ser portats per europeus al Virregnat del Perú, instal·lats principalment a la costa nord d'aquest país en una zona coneguda com a Piura.
Actualment al Perú, descendents d'aquells esclaus són coneguts com a "mangaches" per una corrupció de l'idioma amb el temps. Fins i tot, hi ha al Perú un lloc batejat com "Hisenda Malakasy", que data de l'època en què els malgaixos van ser explotats en el conreu del camp i que evoca el nom del seu país d'origen, però pronunciat en la seva pròpia llengua. Aquests descendents dels malgaixos conserven encara en molts casos els trets afroindonesos originaris. La seva imbricació amb el Perú va ser tan forta que van contribuir a la cultura d'aquest país creant formes musicals com el tondero i, fins i tot, van tenir influència en el camp polític, ja que l'expresident peruà Luis Miguel Sánchez Cerro, que va governar en el tercer decenni del segle xx, era un "mangache".
Finalment, els francesos van arribar a construir bases comercials a les costes malgaixes, alguna vegada forçadament i d'altres diplomàticament, a la fi del segle xviii. Durant les guerres napoleòniques, el rei Radama I d'Imerina es va posar a favor dels britànics, que van augmentar la seva influència a l'illa a costa dels francesos i van entrenar els nadius en l'ús d'armes modernes. No obstant això, després de la mort de Radama I -el 1828- es van perseguir els britànics, incloent-hi els missioners. Durant el regnat de Radama II (1861-1863) es van introduir una sèrie de reformes modernes i Madagascar es va obrir al contacte amb els francesos i els britànics, la qual cosa va causar que els sectors més tradicionalistes matessin al rei i retiressin els canvis. França va declarar l'illa protectorat el 1882 després d'arribar a un acord amb Gran Bretanya, que havia estat la primera potència europea a establir una influència i presència duradores a l'illa. La primera expedició de Madagascar entre 1881 i 1882 va portar al Protectorat de Madagascar en 1885, i la segona expedició de Madagascar entre 1894 i 1895 va portar finalment a l'annexió de Madagascar el 1896. Un moviment de resistència de dos anys organitzat en resposta a la presa francesa del palau reial va ser efectivament suprimit a finals de 1897 i el general Joseph Gallieni deposa Ranavalona III que es va veure forçada també a emprendre el camí de l'exili cap a Alger, i s'aboleix el regne Imerina i es proclama la Colònia de Madagascar.
Ja el 1916, els francesos van tenir problemes amb les organitzacions secretes nacionalistes, però van aconseguir mantenir el seu ordre. França només va perdre el control de l'illa durant el 1942, quan els britànics la van ocupar durant la batalla de Madagascar per evitar que el Japó aconseguís usar els ports de Madagascar. El 1943 va ser lliurada a la França Lliure i el 1946 va deixar de ser colònia i es va convertir en territori d'ultramar francès. Això no va impedir que l'any següent esclatés una revolta que va forçar França a convocar eleccions a l'illa, que van guanyar els independentistes moderats. El 1960 Madagascar s'independitzà totalment de França i es va instituir una república sota el govern de Philibert Tsiranana, líder del Partit Socialdemòcrata.

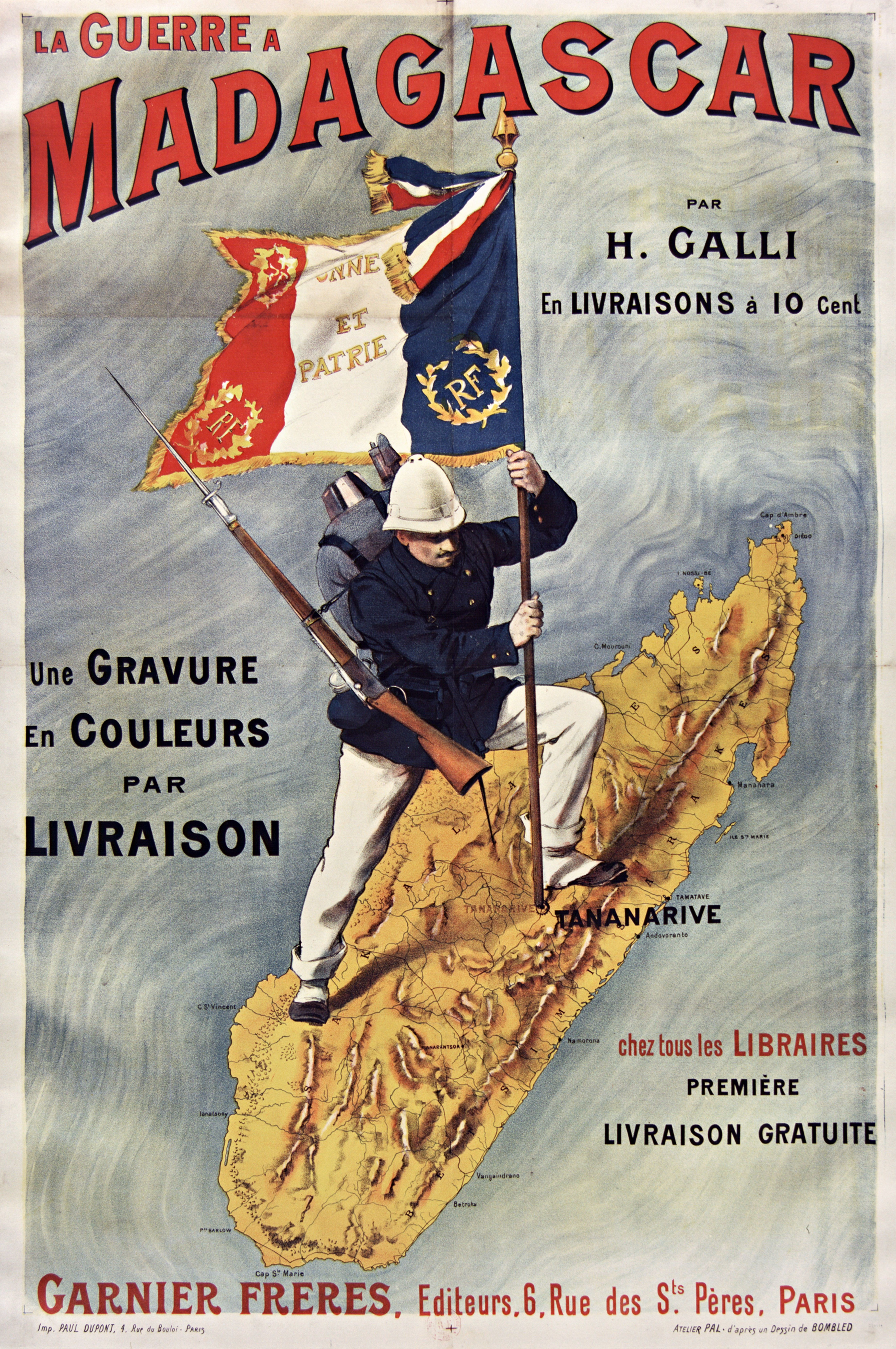
Pòster d'un llibre de H. Galli sobre la guerra francesa a Madagascar

El 1975 hi va haver un cop d'estat militar que va posar el govern en mans del capità de fragata Didier Ratsiraka, que va governar amb puny de ferro fins que l'any 1992 les pressions populars van obligar a designar un govern de transició a la democràcia. Ratsiraka va ser derrotat en les eleccions presidencials del 1993 per Albert Zafy, però va guanyar-ne les legislatives que es van celebrar simultàniament. La situació de tensió entre els partidaris de Ratsiraka i el govern de Zafy va portar a la destitució d'aquest últim pel parlament el 1996, substituït per Norbert Ratsirahonana. Aquest era un col·laborador proper de Zafy que va governar sota la seva ombra fins a les eleccions del 1997, en les quals Ratsiraka es va apoderar novament del poder.
Didier Ratsiraka conservaria el poder fins a les eleccions presidencials de desembre del 2001, quan després d'uns resultats controvertits, el seu rival, el fins llavors alcalde d'Antananarivo Marc Ravalomanana, es va declarar guanyador per majoria absoluta de la primera volta de les eleccions, i acusà de frau al govern, que havia publicat uns resultats que en feien necessària una segona volta.
La tensió de la primera meitat de l'any 2002 va arribar a amenaçar amb la possibilitat d'una guerra civil. La societat i el mateix exèrcit malgaix es van dividir en dues, amb la capital Antananarivo convertida a favor de Ravalomanana, mentre Ratsiraka dirigia un govern a la ciutat costanera de Toamasina. La comunitat internacional va fer diverses crides al diàleg i a la calma. Ravalomanana va aconseguir consolidar el seu poder, mentre Ratsiraka anava perdent suport. El juny de 2002, alguns països com els Estats Units, Suïssa i Noruega reconeixien ja el govern de Ravalomanana. Altres estats europeus van esperar la decisió final de França que, a principis de juliol, ja es dirigia públicament a Ravalomanana com a «president de Madagascar». El reconeixement internacional va confirmar el poder de Ravalomanana; Ratsiraka va fugir finalment del país, i es refugià a França.
Des de la consolidació del poder de Marc Ravalomanana, el país ha aconseguit assolir unes cotes molt altes de creixement econòmic, recolzat per ajudes molt copioses d'institucions internacionals com el Banc Mundial.

### Crisi política del 2009
El 16 de març del 2009, els militars de l'oposició al govern de Marc Ravalomanana van prendre diferents edificis estatals com el Banc Central. L'endemà el president de la república va dimitir i va cedir el control a l'almirall Hyppolite Ramaroson. Tanmateix, la major part de la cúpula militar va donar suport a Andry Rajoelina, per la qual cosa aquest últim s'autoproclamà "líder de transició".
Malgrat que els governs estrangers van evitar legitimar aquest canvi de poder, la Cort Constitucional va reconèixer l'ordre de traspàs de poders del directori militar, segons un document obtingut per agències de notícies internacionals.

### Brot de pesta de 2014
El 21 de novembre de 2014, l'Organització Mundial de la Salut (OMS) fa públic un avís d'epidèmia de pesta davant la mort de 40 persones, una d'elles a la capital, Antananarivo, des que aquesta es va documentar a la fi d'agost de 2014.

## Geografia

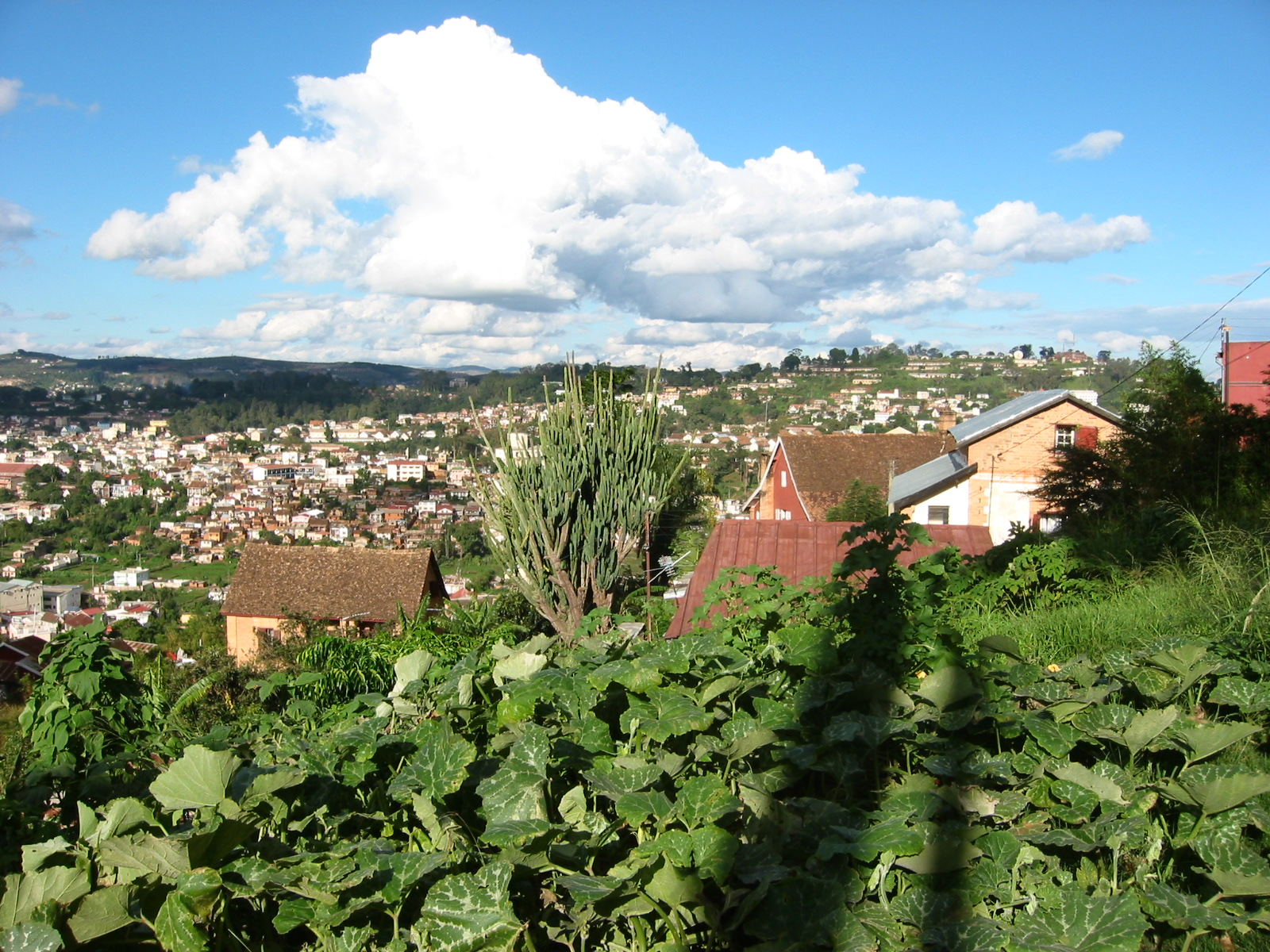
Antananarivo, capital de Madagascar

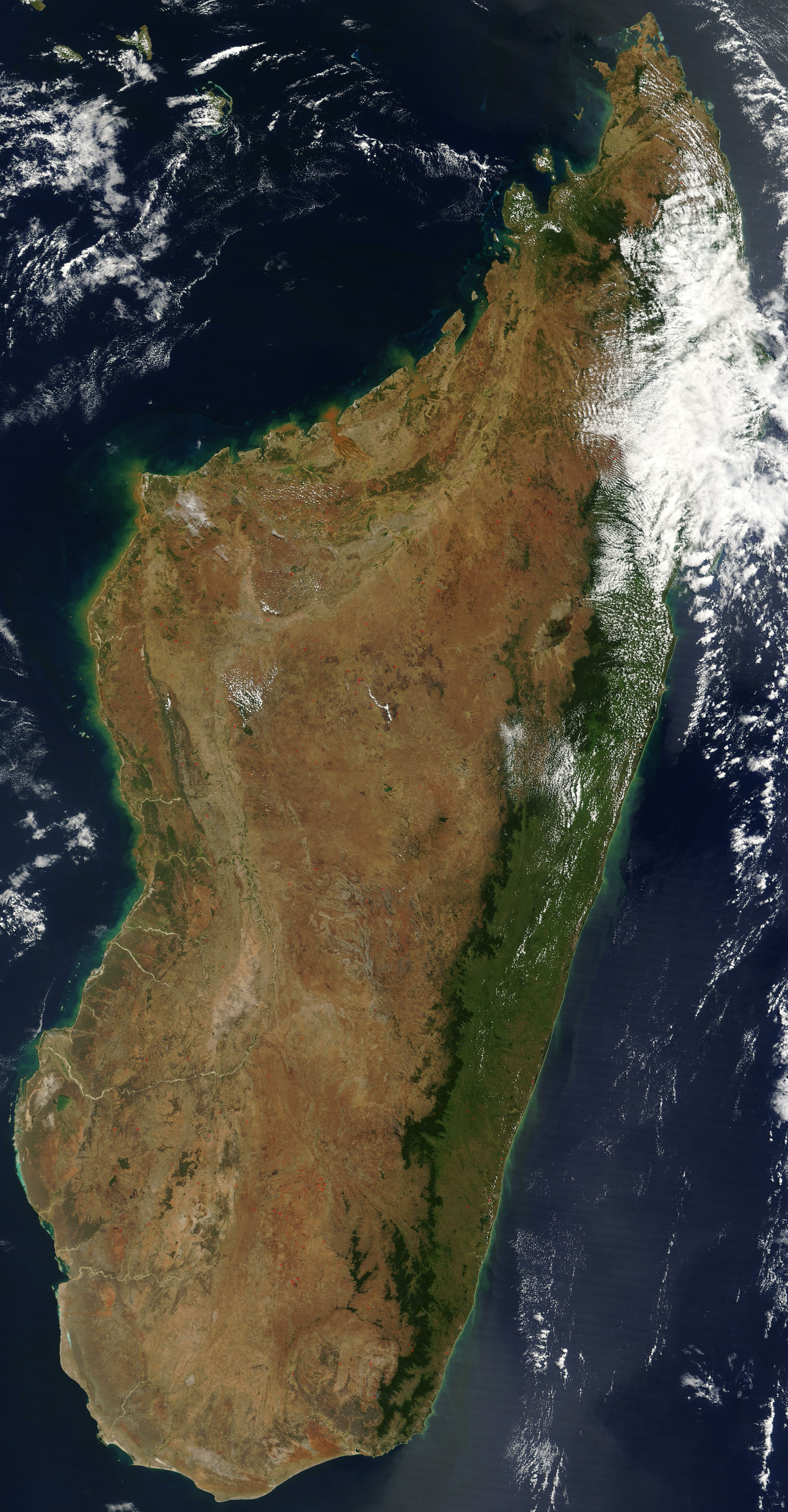
Imatge de Madagascar presa des d'un satèl·lit (setembre de 2003).

Madagascar és una illa (la més gran d'Àfrica i la quarta més gran del món) que es troba envoltada íntegrament per l'oceà Índic. Està separada de la resta del continent pel canal de Moçambic. Cal destacar que fa molts anys Madagascar es trobava unida al continent, del qual es va separar, fet que ha produït que l'aïllament originat arran d'aquesta separació sigui l'artífex de la conservació del territori malgaix i d'espècies úniques al món. Hi ha només un 0,9% d'aigua.
Madagascar i la península Indostànica es van separar del continent africà fa 165 milions d'anys en la zona de Somàlia-Kenya-Tanzània i va quedar separada del continent pel canal de Moçambic. Fa uns 88 milions d'anys Madagascar i el subcontinent indi es van separar.
L'illa té una superfície de 587.000 km². Té una llargada màxima de 1.500 km i una amplada màxima de 370 km, fet que la converteix en una illa continent molt diversa. Està situada entre el 12° i 25°30' de latitud sud, i el tròpic de Capricorn la travessa pel sud.

### Relleu

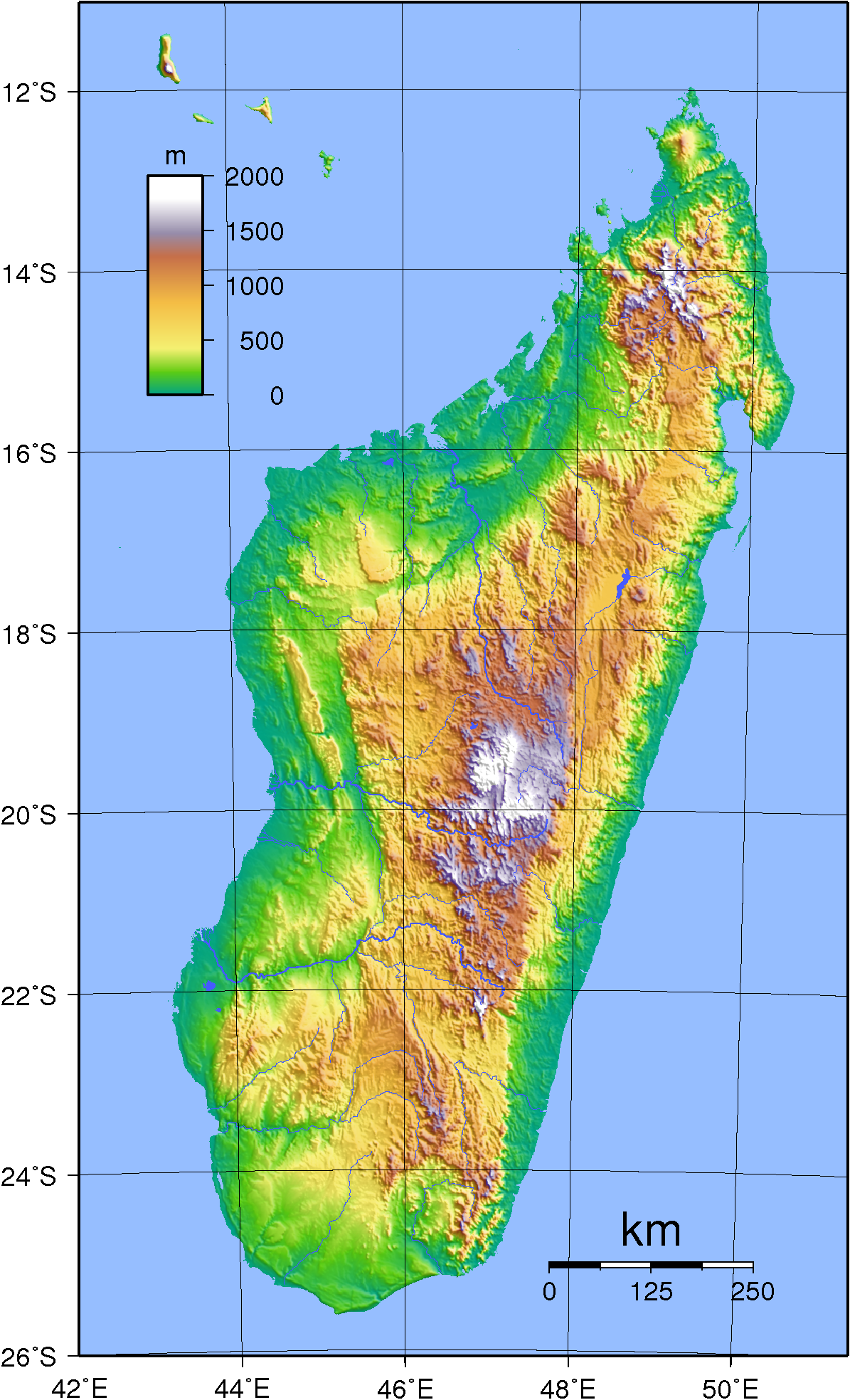
Topografia de Madagascar

Madagascar té un relleu accentuat i el seu punt més alt és Tsaratanana (2.876 m). La regió central de l'illa és elevada: superior als 1.000 m. Les zones costaneres són baixes. L'altitud de l'illa és asimètrica: a l'est s'eleva a prop de la costa; a l'oest, en canvi, el relleu va pujant de manera progressiva.

### Sòls
A Madagascar els sòls són molt diversos, sobretot entre les regions orientals i centrals, que són humides, i les occidentals, que són seques. L'illa ha patit de manera important l'erosió.

### Clima
El clima de l'illa, situada a la zona tropical austral, depèn de la seva posició i context geogràfic: latitud, continentalitat, corrents marítims i relleu.
La costa est de l'illa és afectada pels vents alisis i per un corrent marítim subequatorial càlid. El clima de la regió occidental és continental i la seva temperatura està poc afectada pel canal de Moçambic. Les zones més altes són les que registren les temperatures inferiors. En general l'estació humida és més calorosa que la seca.
Hi ha quatre zones segons la pluviometria:
- El nord de l'illa experimenta una pluviositat superior als 1.600 mm.
- El sud té una pluviositat minsa, que és més acusada a l'interior.
- La zona propera al nord fins a l'oest d'Antananarivo té una pluviositat relativament forta deguda al montsó de l'estiu.
- Les terres altes del centre i del sud, i la costa occidental té una pluviositat mitjana que rep la influència del monsó i l'alisi, tot i que de manera feble.

L'estació seca té una durada diferent en 5 regions diferents: l'est és sempre estació humida, el sud de l'illa té 11-12 mesos secs, l'oest té de 6 a 7 mesos secs (el sud-oest, entre 8 i 9), la zona muntanyosa és més seca com més occidental sigui i l'extrem nord del país és semblant a l'oest.

## Ecologia
A Madagascar hi ha molta diversitat de medis naturals, des dels boscos tropicals del nord-est fins a les zones subàrides de l'extrem sud-est, que estan marcats també pel seu relleu accentuat.
WWF divideix l'illa de Madagascar en set ecoregions:
- Selva subhumida de Madagascar, al centre.
- Selva de terres baixes de Madagascar, a l'est.
- Selva seca caducifòlia de Madagascar, al nord-oest.
- Bruguerar de Madagascar, als cims més alts.
- Matoll espinós de Madagascar, al sud.
- Muntanya suculenta de Madagascar, al sud-oest.
- Manglar de Madagascar, en diversos enclavaments de la costa oest.

Totes elles estan incloses a la llista Global 200, agrupades en:
- Selva i bruguerar de Madagascar (selva subhumida de Madagascar, selva de terres baixes de Madagascar i bruguerar de Madagascar).
- Selva seca caducifòlia de Madagascar.
- Matoll de Madagascar (matoll espinós de Madagascar i muntanya suculenta de Madagascar).
- Manglar de Madagascar.

### Llista de zones amb protecció (2019)
El nom de les zones és en francès.

#### Parcs Naturals
Analamazaotra, Andohahela, Andringitra, Ankarafantsika, Baie de Baly et Tsingy de Namoroka, Bemaraha, Kirindy Mite, Lokobe, Mananara Nord, Mantadia, Marojejy, Marolambo, Masoala et Nosy Mangabe, Midongy du Sud, Mikea, Montagne d'Ambre, Marin Nosy Hara, Marin Nosy Tanihely, Nosy Ve - Androka, Ranomafana, Sahamalaza, Tsimanampesotse, Zahamena, Zombitse Vohibasia, Ambatovaky.

#### Reserves Especials
Ambatovaky, Ambohitantely, Anjanaharibe-Sud, Ankarana, Beza Mahafaly, Cap Sainte-Marie, Kalambatritra, Analamerana, Pic d'Ivohibe, Mangerivola, Manombo, Marotandrano.

#### Reserves Nacionals Integrals
Betampona, Tsarantanana.

## Biodiversitat

### Flora

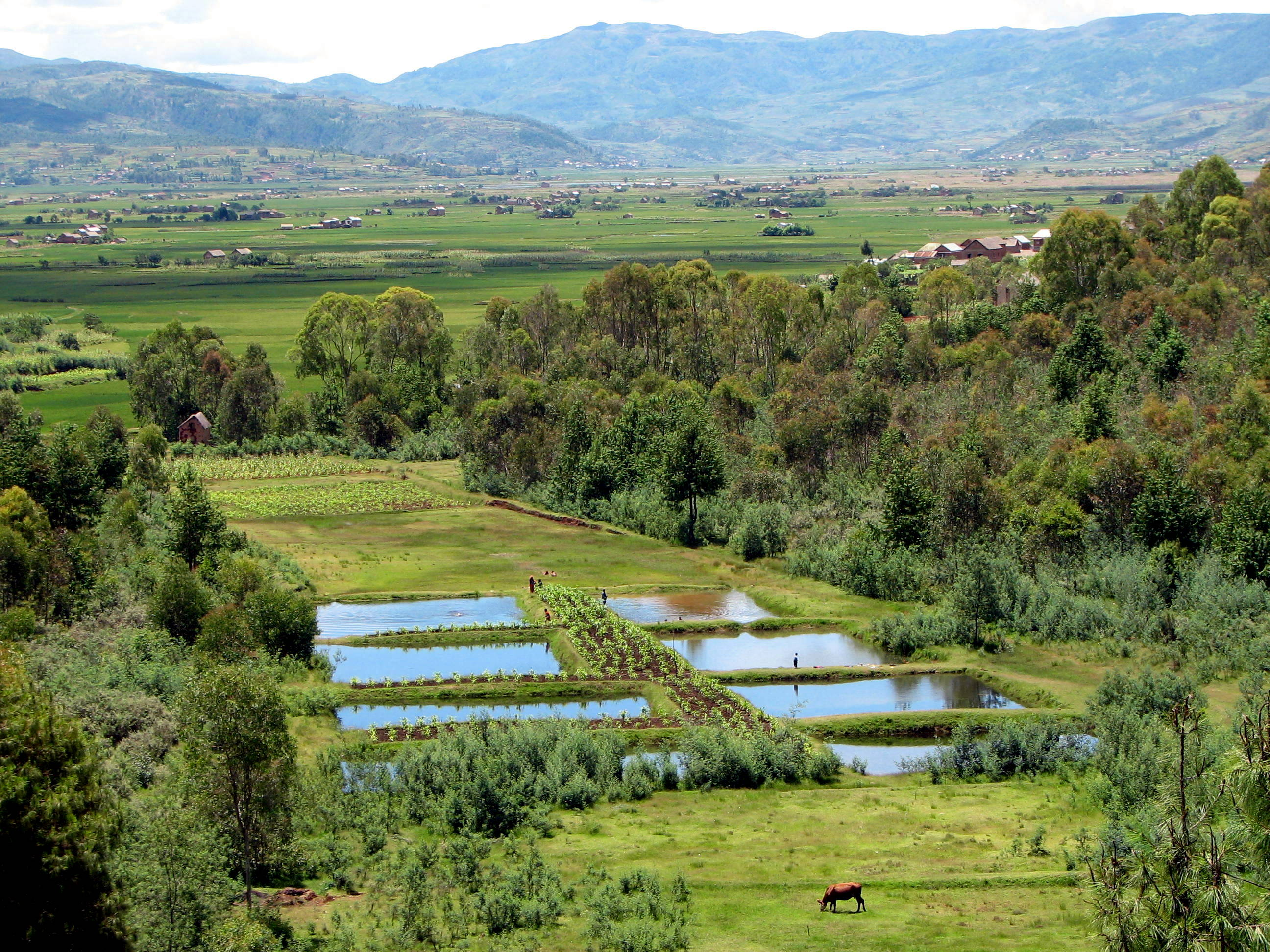
Paisatge malgaix

La flora de Madagascar està relacionada amb la seva història geològica i tectònica, i amb la seva actual posició a l'oceà Índic. Hi ha diversos elements que s'han de tenir en compte per a comprendre la vegetació de Madagascar: l'asimetria de l'illa, l'oposició estructural entre els sòls de l'est i de l'oest, i la subdivisió en diverses àrees naturals. A més, cal destacar-hi l'erosió i l'avanç de la desforestació.
El 1921 Perrier de la Bâthie feu la primera aproximació de les característiques principals de la seva geobotànica:
- Oposició entre la vegetació primitiva, més rica en biodiversitat, la majoria endèmica, molt heterogènia, i la modificada, que té menys espècies i és més homogènia.
- Oposició entre flora afectada pels vents i la que està sota els vents: la frontera entre les dues se situa als 800 m. La primera està afectada pels alisis humits. La flora que no està afectada pels vents està a l'oest i el sud de l'illa, més àrida.

Senecio crassissimus és una planta endèmica de l'illa.

### Fauna
Madagascar té una de les faunes més variades i extravagants del món amb animals endèmics com els lèmurs, la tortuga radiada, la tortuga angonoka, la tortuga cuaplana i la tortuga aranya.
Cada espècie ha evolucionat a la seva manera per poder sobreviure; per exemple, a l'illa hi ha una classe d'orquídia que és molt freqüent en altres llocs del món, però hi ha una diferència, l'espècie de papallona encarregada de menjar-se el nèctar i d'aquesta manera fer segura la reproducció d'aquesta planta no està present a l'illa de Madagascar. Com va fer l'orquídia per sobreviure? Uns científics es van formular aquesta pregunta i es van posar a investigar. La seva conclusió final va ser que l'orquídia havia adaptat la seva estructura exterior a un ocell molt comú a l'illa, fent així el conducte més curt, ja que el bec de l'ocell no era tan llarg com ho és la trompa d'una papallona. D'aquesta manera l'orquídia va formar una nova branca d'orquídies dins de la família a la qual pertanyia. En qüestió d'amfibis, aquesta població està constituïda gairebé completament per granotes, el 99% de les 373 espècies són endèmiques, incloent-hi la granota Mantella cowanii, espècie en perill crític que només es troba a l'altiplà central.

## Subdivisió administrativa

Mapa de Madagascar

Madagascar se subdivideix en sis províncies:
|  | 1. Antananarivo 2. Antsiranana 3. Fianarantsoa 4. Mahajanga 5. Toamasina 6. Toliara |

## Economia
L'agricultura, inclosa la pesca i la silvicultura, en són el pilar de l'economia: suposen el 34% del PIB i contribueixen amb més del 70% als guanys per exportació. La indústria presenta la fabricació de teixits i processament de productes agrícoles. L'augment de l'emigració el 1992-97 va ser de mitjana menor que la taxa de creixement de la població. El creixement econòmic ha estat contingut per vagues antigovernamentals i manifestacions, una disminució de la demanda del cafè mundial, i el compromís erràtic del govern sobre la reforma econòmica. Hi ha obstacles importants en el camí de la realització a Madagascar del seu considerable potencial de creixement: l'avanç de les reformes del govern, a més de l'ajuda financera i la inversió estrangera, que seran clau i determinants per al seu desenvolupament. El creixement hauria d'estar en el rang del 62% en el període 2015-18.
Madagascar és el mercat de canyella més gran d'Àfrica. L'emissió de segells postals, principalment destinat al col·leccionisme filatèlic, és també una important font d'ingrés per a la seva economia.
El 2000, Madagascar va emprendre la preparació dels documents estratègics per a la Reducció de la Pobresa (PRSP) sota la iniciativa dels Països Pobres Altament Endeutats (HIPC). El Fons Monetari Internacional i el Banc Mundial van concloure al desembre del 2000 que el país era elegible per a la Iniciativa HIPC, i Madagascar ha aconseguit el punt de decisió per a l'alleugeriment de deutes. L'1 de març del 2001, el Fons Monetari Internacional va concedir al país 103 milions de dòlars per 2001-03 sota la Instal·lació de Creixement i Reducció de la Pobresa (PRGR). Els recursos alliberats d'HIPC seran dirigits cap a la millora de l'accés a la salut, educació, camins rurals, aigua i suport directe a comunitats. A més, el 7 de març del 2001, el Club París va aprovar una cancel·lació de deutes de 161 milions de dòlars. El 28 de febrer del 2001, el Banc de Desenvolupament africà (ADB) va aprovar amb el HIPC una cancel·lació de deutes de 71.460.000 de dòlars i ha concedit al juny del 2001 un crèdit addicional de 20 milions de dòlars per lluitar contra la sida i la pobresa.

## Demografia
L'any 2007 Madagascar tenia 19.448.000 habitants, ja que avui en dia la població -aproximadament- és de 22,92 milions. L'esperança de vida és de 62 anys. La mitjana de fills per dona és de 5,24. El 68,9% de la població és alfabetitzada.
La població malgaixa és predominantment una barreja d'origen malai i africà. Algunes investigacions recents suggereixen que l'illa va estar deshabitada fins a l'arribada de navegants malais, aproximadament al segle i de la nostra era, a través del sud de l'Índia i de l'est d'Àfrica, d'on adquirien dones i esclaus africans. Algunes migracions posteriors tant d'Àsia com d'Àfrica van consolidar aquesta originària barreja, i van sorgir 18 grups tribals diferents. Els trets malais són més predominants en les persones que habiten a la part central de l'illa, els merines (3 milions de persones) i els betsileus (2 milions). Els habitants de les costes són d'origen africà.
Els grups costaners més grans són els Betsimisaraka (1,5 milions), els Tsimihety i Sakalava (700.000 persones cada un).

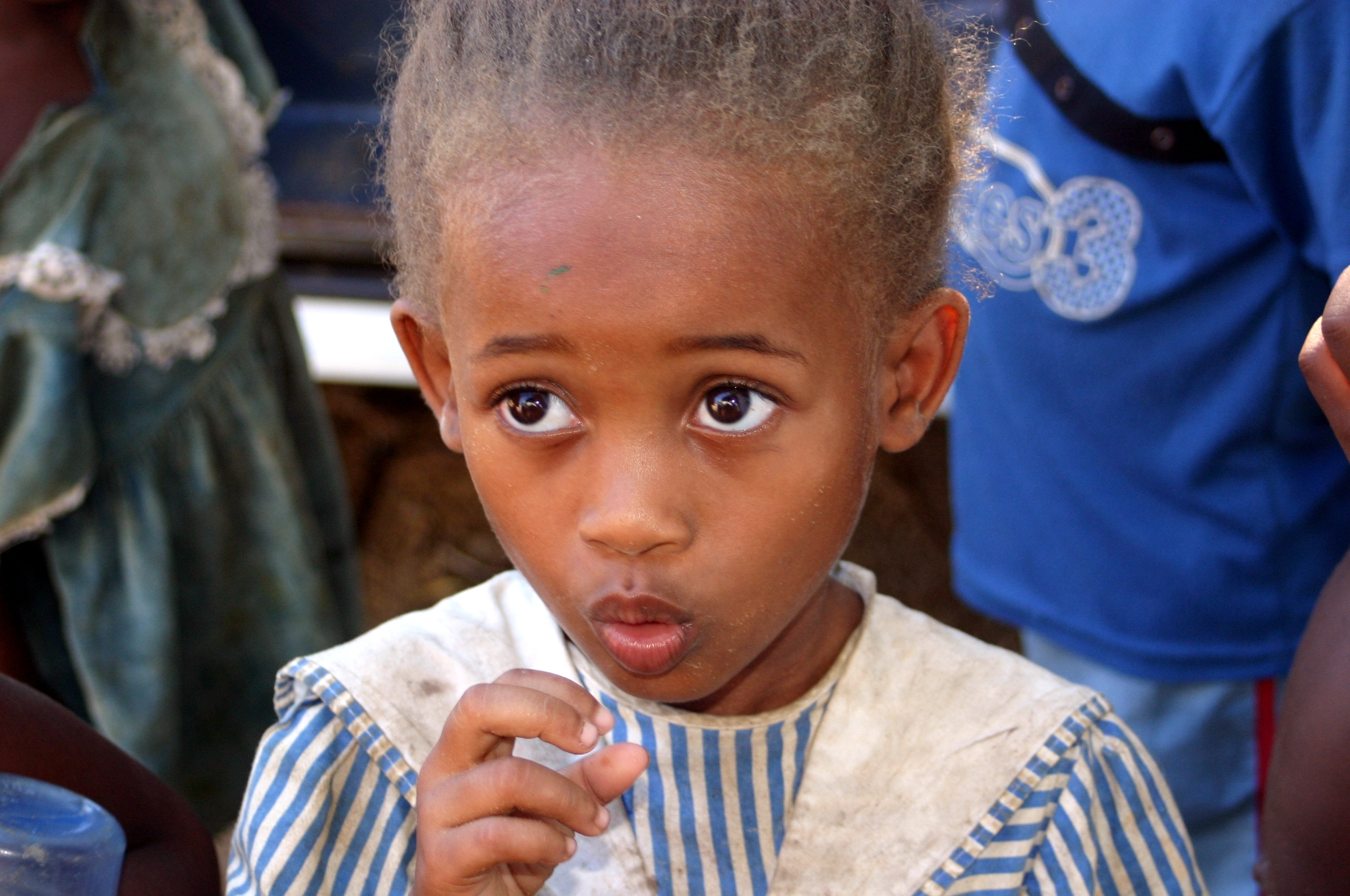
Una nena en un poble de Madagascar

L'idioma és el malgaix, d'origen malaiopolinesi emparentat de prop amb les llengües borneanes i es parla a tota l'illa. El francès, antic idioma colonial, és també molt practicat.
La major part de la població segueix pràctiques religioses tradicionals, les quals emfasitzen els vincles entre la vida i la mort, en la creença que la mort els uneix als seus ancestres en el rang de divinitat i que els avantpassats s'interessen molt en la destinació dels seus descendents vius. Aquesta comunió espiritual és celebrada pels merines i els betsileus mitjançant la pràctica del famadihana o «retorn de la mort». En aquest ritual, les restes dels parents són extretes de la tomba familiar, embolicades en nous sudaris de seda i retornades novament a la tomba seguint unes cerimònies festives en el seu honor.
Prop del 41% de la població són cristians, 7% són musulmans i 52% de creences indígenes dividits en forma igual entre catòlics romans i protestants. També hi ha sincretisme entre els diferents cultes, per la qual cosa els pastors assisteixen a ritus de famadihana i els creients beneeixen els seus morts abans de començar els rituals d'enterrament tradicionals.

## Llengües de Madagascar
Si bé el francès també n'és llengua oficial, Madagascar té una llengua parlada per uns 10 milions de persones: el malgaix estàndard. Aquest idioma pertany a la família de llengües austronèsies i no a cap dels grups d'Àfrica, cosa que demostra el seu aïllament també en el terreny lingüístic.
Els primers documents s'escrivien usant l'alfabet àrab, però més endavant es va adoptar l'alfabet llatí. Destaca la senzillesa de la seva gramàtica: no hi ha gènere, ni cas, ni nombre... Això propicia l'ambigüitat i la confusió entre noms i verbs.
El SIL Internacional ha llistat un total de 13 llengües a Madagascar, totes vives:
- Comorès: 20.000 parlants a Madagascar.
- Francès: 18.000 parlants a Madagascar.
- Malgaix, llengua de signes.
- Malgaix, antankarana: 88.000 parlants al nord de Madagascar i a Antananarivo.
- Malgaix, bara: 500.000 parlants al centre-sud de Madagascar, a Ibara, al sud de Betsileo, a l'oest de Tesaka, a l'est de Masikoro, al nord d'Anosy, a Androy i a Mahafaly.
- Malgaix, masikoro: 90.000 parlants, al sud-oest de Madagascar, a la província de Toliara, als districtes de Toliara i de Morombe.
- Malgaix, betsimisaraka septentrional: 900.000 parlants a la costa est de Madagascar, a la província de Toamasina, als districtes de Mananara Avaratra, de Soanierana-Ivongo, de Fenoarivo Antsinara, de Vavatenina i de Toamasina.
- Malgaix: 5.940.000 parlants al centre de l'illa. També es parla a les Comores i a Reunió.
- Malgaix, sakalava: 350.000 parlants al nord-oest de Madagascar, a la província de Mahajanga, als districtes de Maintirano, de Morafenobe, de Besalampy, de Sofala, de Mitsinjo, d'Ambato Boina, de Marovoay, de Mahajanga i d'Analalava i al districte d'Ambajna, a la província d'Antsiranana.
- Malgaix, betsimisaraka meridional: 600.000 parlants a la costa est de Madagascar, a districte de Mahanoro, de la província de Toamasina, als districtes de Nosy Varika, de Mananjary i de Manakara Atsimo, a la província de Fianarantsoa.
- Malgaix, tandroy-mahafaly: 650.000 parlants al sud de l'illa, als districtes de Beloha, Tsihombe, Ambovombe i Bekily, a la província de Toliara.
- Malgaix, tanosy: 350.000 parlants al sud-est de l'illa, al llarg de la costa.
- Malgaix, tsimihety: 1.016.000 parlants al centre-nord de l'illa.

A més a més s'hi parla el crioll de l'illa Maurici (4.000), francès crioll de Reunió (45.000), àrab (20.000) i xinès (16.000).